# Byrd (stacja antarktyczna)
Byrd – nieczynna stacja polarna należąca do Stanów Zjednoczonych, położona na Ziemi Marii Byrd na Antarktydzie. Obecnie w jej miejscu funkcjonuje mniejszy obóz, pełniący funkcję logistyczną.

## Położenie i warunki
Stacja znajduje się w głębi lądu, 1100 km od bieguna południowego i 1400 km od głównej amerykańskiej bazy McMurdo. Średnia temperatura powietrza to -28,2 °C. Rekordowe zanotowane temperatury to -0,8 °C w styczniu 1961 i -63,8 °C w lipcu 1958. Najsilniejszy poryw wiatru osiągnął prędkość 76 węzłów, czyli ok. 140 km/h. Nazwa stacji upamiętnia Richarda Byrda, jednego z pionierów badań Antarktydy.

## Historia i działalność
Pierwsza stacja Byrd została zbudowana w antarktycznym lecie 1956-57, w ramach Międzynarodowego Roku Geofizycznego i oficjalnie oddana do użytku 1 stycznia 1957. Pięć nadziemnych budynków było połączonych tunelem pod powierzchnią, stacja umożliwiała badania przez cały rok. Konstrukcja była częściowo prowizoryczna; stacja działała przez cztery lata, zanim gromadzący się śnieg nie zaczął grozić zmiażdżeniem konstrukcji. Nowa stacja Byrd została otwarta 13 lutego 1961 około 10 km od pierwotnej lokalizacji; była ona konstrukcją podziemną, tylko niewielka część znajdowała się ponad powierzchnią śniegu. W tym czasie operował w niej największy program badawczy na kontynencie.

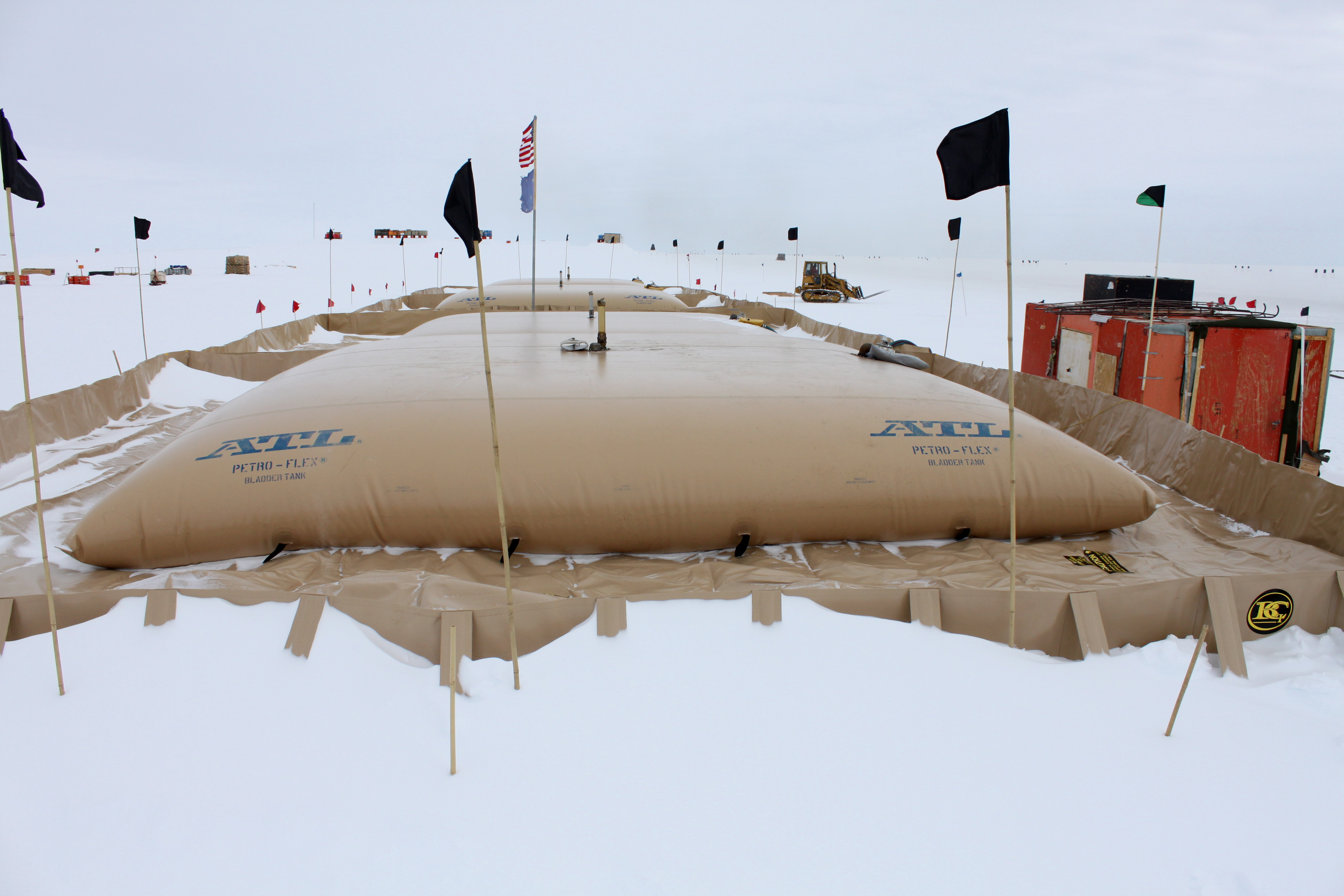
Zapasy paliwa w obozie Byrd, 2010

Nowa stacja funkcjonowała do 1972 roku, jednak wskutek działalności wewnątrz pomieszczeń gromadził się szron i elementy konstrukcji ulegały stopniowemu wypaczeniu. Działalność została przeniesiona na powierzchnię i ograniczona do sezonu letniego. W latach 70. i 80. obóz służył głównie wsparciu logistycznemu stacji Siple, uzupełniano tu paliwo w trakcie długich lotów nad kontynentem. W lecie 1981-82 obóz tworzyły moduły umieszczone na saniach, które można było przemieszczać po lodzie; obóz był używany do lata 2004-05.
W lecie 2009-10 został zbudowany nowy obóz Byrd, łącznie z nowym lądowiskiem. Głównym zadaniem pozostało wsparcie długodystansowych lotów, a także badań lodowca Pine Island, którego spływ do oceanu przyspieszył na początku XXI wieku.
Pomiary ze stacji Byrd wykazują, że od 1958 do 2010 temperatura stopniowo wzrastała, łącznie o 2,4 ± 1,2 °C. Centralna część Antarktydy Zachodniej jest jednym z najszybciej ocieplających się regionów na Ziemi.